# Pat Van Hemelrijck
Pat Van Hemelrijck (Asse, 1952) is een Belgisch theatermaker. In 1972 studeerde hij af aan Sint-Lukas Brussel waarna hij stage liep in het Théâtre National.
Samen met Josse De Pauw en Dirk Pauwels richtte hij in 1977 het bekende theatercollectief Radeis op dat er in 1984 - op het hoogtepunt van zijn internationale roem - mee stopte. Van 1988 tot 1990 werkte hij samen met het Nederlandse muziektheatergezelschap Orkater. Sinds 1991 is hij de drijvende kracht achter het artiestencollectief Alibi.
Het Alibi Collectief werkt zowel vanuit hun eigen Brusselse werkplek Flavoria, als op tournee in binnen- en buitenland. Tot hun opgemerkte producties behoren "A12", "Ding", "Pedalurgie" en "The Making Of".